# Ван Мёйден, Виллем
Виллем Корнелиц ван Мёйден (нидерл. Willem Cornelisz. van Muyden, 1573—1634), прозванный De Eerste Walvisvanger («Первый китобой») — нидерландский моряк, совершивший ряд экспедиций в Северные Моря. В его честь на Шпицбергене названы Ванмийенфьорд и Ванмуйденбухта, а на острове Ян-Майен — мыс Капп Муйен.

## Биография
Виллем родился в 1573 году в городе Мёйден. Сначала он работал корабельным плотником, в 1607 году отплыл в Италию на судне, гружённом зерном, в 1609 году побывал в Норвегии и Сен-Мало, в 1611 году отплыл в Средиземное море, где его корабль был захвачен пиратами. В январе 1612 года он прибыл в Мидделбург.
В 1612 году Ламберт ван Твенхёйсен создал в Амстердаме компанию, которая подготовила первую китобойную экспедицию в район Шпицбергена, и нанял Ван Мёйдена в качестве начальника экспедиции. В качестве шкипера был нанят некий Алан Сваллоус, который заявил, что провёл в Северных Морях двадцать лет, работая на Московскую компанию.
13 мая 1612 года экспедиция на судне «Нептунус» отплыла от острова Медвежий, и 5 июня достигла северного входа в пролив Форландсундет. Вскоре «Нептунус» бросил якорь в небольшой бухте на северном берегу пролива Бельсунн (современная Ванмуйденбухта), однако из-за отсутствия опыта экспедиция не смогла добыть китов. Когда люди попросили Сваллоуса научить их охотиться на моржей, то выяснилось, что тот предоставил о себе неверную информацию, никогда раньше не бывал на Шпицбергене и не знает ничего о местной фауне. 17 сентября «Нептунус» вернулся в Амстердам.
Учтя ошибки, нидерландцы на следующий год наняли баскских китобоев из Сен-Жан-де-Люза. Ван Твенхёйсен экипировал два судна — «Нептунус» под командованием Ван Мёйдена, и «Фортёйн» под командованием Яна Якобца Врейера — коорые 27 мая 1613 года подошли к берегам Шпицбергена. 2 июня они достигли Земли Принца Карла, а в середине июня — северного берега Исфьорда, но три дня спустя были прогнаны оттуда английскими военными судами. Попытки обосноваться в Грёнфьорде и Ванмуйденбухте также не имели успеха, и тогда Ван Мёйден отплыл в Решершефьорд, где обосновался в небольшой пещере, которую он окрестил «Сконхавен». С 25 июня по 20 июля они добыли 18 гренландских китов, 30 моржей и 2 белых медведей. 21 июля их обнаружили англичане, отобрали у них товары, и выслали (Врейера — 25 июля, Ван Мёйдена — 28 июля). Несмотря на высылку, Ван Мёйден продолжал плавание вдоль побережья до 9 августа, и только потом отплыл домой.
В 1614 и 1615 годах Ван Мёйден вновь плавал на Шпицберген, а в 1616 посетил на «Нептунусе» недавно открытый Ян-Майен. В последующие годы он совершил ещё несколько экспедиций в Северные Моря.